# Gölsjön (Tolgs socken, Småland)
Gölsjön är en sjö i Växjö kommun i Småland och ingår i Mörrumsåns huvudavrinningsområde.